# 全国高等学校野球選手権群馬大会
全国高等学校野球選手権群馬大会（ぜんこくこうとうがっこうやきゅうせんしゅけんぐんまたいかい）は、群馬県高等学校野球連盟と朝日新聞社が主催する全国高等学校野球選手権大会の群馬大会。

## 沿革
群馬県勢は1920年（第6回）から参加。地方大会も中止となった1941年（第27回）および一府県一代表が認められた1958年（第40回）・1963年（第45回）・1968年（第50回）・1973年（第55回）を除いて、1977年（第59回）まで他県勢と代表の座を懸けて戦った。
当初は関東大会、1926年（第12回）から北関東大会に参加。1931年（第17回）から県予選を実施し、上位校が北関東大会へ進出した。
| 年度                                | 参加県                       |
| ----------------------------------- | ---------------------------- |
| 関東大会                            |                              |
| 1920年（第6回）                     | 茨城・栃木・群馬・千葉       |
| 1921年（第7回） - 1923年（第9回）   | 茨城・栃木・群馬・埼玉・千葉 |
| 1924年（第10回）                    | 栃木・群馬・埼玉・千葉       |
| 1925年（第11回）                    | 茨城・栃木・群馬・千葉       |
| 北関東大会                          |                              |
| 1926年（第12回） - 1935年（第21回） | 栃木・群馬・埼玉             |
| 1936年（第22回） - 1957年（第39回） | 茨城・栃木・群馬             |
| 1959年（第41回） - 1974年（第56回） | 栃木・群馬                   |
| 1975年（第57回） - 1977年（第59回） | 群馬・山梨                   |

## 概要
春季県大会でベスト8以上の結果を残した高校は、本大会でシード権を得る（春季県大会優勝校が第1シード・準優勝校が第2シード・ベスト4進出校が第3シード・ベスト8進出校が第4シード）。
群馬県勢は1999年の第81回大会で桐生第一、2013年の第95回大会で前橋育英がそれぞれ全国優勝を果たしている。

## 使用球場

### 現在
- 群馬県立敷島公園野球場
- 高崎市城南野球場
- 桐生球場（1969年の北関東大会および1994年以降使用）

### 過去
- 前橋市民球場（1989年 - 2014年、2020 - 2021年使用）
- 伊勢崎市野球場（1972年、2001年 - 2014年使用）

## 歴代代表校
| 年度                  | 県勢参加 | 代表校（出場回数）         | 決勝スコア                 | 準優勝校     | 全国大会      |
| --------------------- | -------- | -------------------------- | -------------------------- | ------------ | ------------- |
| 関東大会              |          |                            |                            |              |               |
| 1920年（第6回大会）   | 1校      | 竜ヶ崎中（茨城）           | 7-1                        | 前橋中       | -             |
| 1921年（第7回大会）   | 2校      | 竜ヶ崎中（茨城）           | 10-1                       | 茨城商       | -             |
| 1922年（第8回大会）   | 2校      | 竜ヶ崎中（茨城）           | 9x-8                       | 大田原中     | -             |
| 1923年（第9回大会）   | 6校      | 宇都宮商（栃木）           | 7-5                        | 千葉中       | -             |
| 1924年（第10回大会）  | 6校      | 宇都宮中（栃木）           | 4x-3 （延長11回）          | 前橋中       | -             |
| 1925年（第11回大会）  | 5校      | 前橋中（初出場）           | 13-3                       | 茨城商       | 1回戦         |
| 北関東大会            |          |                            |                            |              |               |
| 1926年（第12回大会）  | 5校      | 前橋中（2年連続2回目）     | 5（棄権）3 （7回コールド） | 宇都宮中     | ベスト8       |
| 1927年（第13回大会）  | 6校      | 桐生中（初出場）           | 2x-1 （延長11回）          | 高崎中       | 2回戦（初戦） |
| 1928年（第14回大会）  | 10校     | 前橋中（2年ぶり3回目）     | 6-3                        | 桐生中       | 2回戦（初戦） |
| 1929年（第15回大会）  | 9校      | 前橋商（初出場）           | 4-1                        | 前橋中       | 1回戦         |
| 1930年（第16回大会）  | 12校     | 桐生中（3年ぶり2回目）     | 5-3                        | 高崎商       | 2回戦（初戦） |
| 1931年（第17回大会）  | 15校     | 桐生中（2年連続3回目）     | 17-4                       | 烏山中       | ベスト8       |
| 1932年（第18回大会）  | 12校     | 高崎商（初出場）           | 4-2                        | 高崎中       | 2回戦（初戦） |
| 1933年（第19回大会）  | 13校     | 栃木中（栃木）             | 2-0                        | 桐生中       | -             |
| 1934年（第20回大会）  | 13校     | 桐生中（3年ぶり4回目）     | 16-8                       | 前橋中       | 2回戦         |
| 1935年（第21回大会）  | 13校     | 桐生中（2年連続5回目）     | 6-0                        | 前橋中       | 2回戦（初戦） |
| 1936年（第22回大会）  | 14校     | 桐生中（3年連続6回目）     | 10-1                       | 高崎中       | ベスト4       |
| 1937年（第23回大会）  | 13校     | 高崎商（5年ぶり2回目）     | 2-0                        | 栃木商       | 1回戦         |
| 1938年（第24回大会）  | 12校     | 高崎商（2年連続3回目）     | 7-3                        | 茨城工       | ベスト4       |
| 1939年（第25回大会）  | 8校      | 桐生中（3年ぶり7回目）     | 11-1                       | 桐生工       | 1回戦         |
| 1940年（第26回大会）  | 10校     | 高崎商（2年ぶり4回目）     | 1-0                        | 足利工       | 2回戦         |
| 1941年（第27回大会）  | 9校      | 桐生中（出場なし）         | 2-0                        | 桐生工       | （中止）      |
| 1946年（第28回大会）  | 15校     | 桐生工（初出場）           | 5-2                        | 桐生中       | 2回戦（初戦） |
| 1947年（第29回大会）  | 18校     | 桐生中（8年ぶり8回目）     | 5-0                        | 鹿沼農商     | 2回戦（初戦） |
| 1948年（第30回大会）  | 18校     | 前橋（20年ぶり4回目）      | 4-1                        | 水戸商       | 1回戦         |
| 1949年（第31回大会）  | 20校     | 水戸商（茨城）             | 2-1                        | 桐生工       | -             |
| 1950年（第32回大会）  | 19校     | 宇都宮工（栃木）           | 3-0                        | 水戸一       | -             |
| 1951年（第33回大会）  | 19校     | 桐生（4年ぶり9回目）       | 3-2                        | 宇都宮工     | 1回戦         |
| 1952年（第34回大会）  | 19校     | 水戸商（茨城）             | 5-3                        | 桐生         | -             |
| 1953年（第35回大会）  | 20校     | 宇都宮工（栃木）           | 2x-1 （延長11回）          | 宇都宮商     | -             |
| 1954年（第36回大会）  | 20校     | 水戸一（茨城）             | 4-1                        | 桐生         | -             |
| 1955年（第37回大会）  | 20校     | 桐生（4年ぶり10回目）      | 5-0                        | 水海道一     | 2回戦         |
| 1956年（第38回大会）  | 20校     | 足利工（栃木）             | 2-1 （延長21回）           | 藤岡         | -             |
| 1957年（第39回大会）  | 20校     | 土浦一（茨城）             | 6-1                        | 高崎         | -             |
| 群馬大会              |          |                            |                            |              |               |
| 1958年（第40回大会）  | 20校     | 桐生（3年ぶり11回目）      | 7-3                        | 富岡         | 3回戦         |
| 北関東大会            |          |                            |                            |              |               |
| 1959年（第41回大会）  | 21校     | 宇都宮工（栃木）           | 1x-0 （延長15回）          | 前橋         | -             |
| 1960年（第42回大会）  | 21校     | 桐生工（14年ぶり2回目）    | 2-1 （延長10回）           | 桐生         | 1回戦         |
| 1961年（第43回大会）  | 23校     | 宇都宮学園（栃木）         | 2-1 （延長10回）           | 作新学院     | -             |
| 1962年（第44回大会）  | 23校     | 作新学院（栃木）           | 10-1                       | 鹿沼農商     | -             |
| 群馬大会              |          |                            |                            |              |               |
| 1963年（第45回大会）  | 24校     | 桐生（5年ぶり12回目）      | 4-0                        | 前橋工       | ベスト8       |
| 北関東大会            |          |                            |                            |              |               |
| 1964年（第46回大会）  | 31校     | 作新学院（栃木）           | 5-3                        | 桐生         | -             |
| 1965年（第47回大会）  | 32校     | 鹿沼農商（栃木）           | 4-1                        | 東農大二     | -             |
| 1966年（第48回大会）  | 34校     | 桐生（3年ぶり13回目）      | 4-2                        | 宇都宮学園   | ベスト8       |
| 1967年（第49回大会）  | 34校     | 鹿沼農商（栃木）           | 1-0                        | 東農大二     | -             |
| 群馬大会              |          |                            |                            |              |               |
| 1968年（第50回大会）  | 34校     | 前橋工（初出場）           | 5-3                        | 桐生         | 2回戦（初戦） |
| 北関東大会            |          |                            |                            |              |               |
| 1969年（第51回大会）  | 34校     | 宇都宮学園（栃木）         | 1-0                        | 高崎商       | -             |
| 1970年（第52回大会）  | 36校     | 高崎商（30年ぶり5回目）    | 4-1                        | 作新学院     | 1回戦         |
| 1971年（第53回大会）  | 36校     | 高崎商（2年連続6回目）     | 8-5                        | 上武大一     | 1回戦         |
| 1972年（第54回大会）  | 36校     | 足利工（栃木）             | 3x-2 （延長11回）          | 小山         | -             |
| 群馬大会              |          |                            |                            |              |               |
| 1973年（第55回大会）  | 36校     | 前橋工（5年ぶり2回目）     | 4-3                        | 利根商       | 2回戦（初戦） |
| 北関東大会            |          |                            |                            |              |               |
| 1974年（第56回大会）  | 37校     | 前橋工（2年連続3回目）     | 8-1                        | 高崎         | ベスト4       |
| 1975年（第57回大会）  | 36校     | 巨摩（山梨）               | 8-4                        | 樹徳         | -             |
| 1976年（第58回大会）  | 39校     | 塩山商（山梨）             | 4-2                        | 高崎商       | -             |
| 1977年（第59回大会）  | 41校     | 高崎商（6年ぶり7回目）     | 5-0                        | 甲府商       | 2回戦         |
| 群馬大会              |          |                            |                            |              |               |
| 1978年（第60回大会）  | 43校     | 桐生（12年ぶり14回目）     | 8-6                        | 前橋工       | 2回戦         |
| 1979年（第61回大会）  | 44校     | 前橋工（5年ぶり4回目）     | 3-2                        | 東農大二     | 3回戦         |
| 1980年（第62回大会）  | 45校     | 前橋工（2年連続5回目）     | 1x-0 （延長13回）          | 樹徳         | 2回戦（初戦） |
| 1981年（第63回大会）  | 47校     | 前橋工（3年連続6回目）     | 2-0                        | 高崎商       | 2回戦（初戦） |
| 1982年（第64回大会）  | 48校     | 東農大二（初出場）         | 8-5                        | 高崎商       | 2回戦         |
| 1983年（第65回大会）  | 48校     | 太田工（初出場）           | 2x-1 （延長10回）          | 前橋工       | 1回戦         |
| 1984年（第66回大会）  | 53校     | 高崎商（7年ぶり8回目）     | 7-0                        | 中央         | 1回戦         |
| 1985年（第67回大会）  | 54校     | 東農大二（3年ぶり2回目）   | 5-0                        | 樹徳         | 3回戦         |
| 1986年（第68回大会）  | 56校     | 前橋商（57年ぶり2回目）    | 5-4                        | 関東学園大附 | 3回戦         |
| 1987年（第69回大会）  | 56校     | 中央（初出場）             | 4x-3 （延長12回）          | 前橋工       | 1回戦         |
| 1988年（第70回大会）  | 57校     | 高崎商（4年ぶり9回目）     | 6-1                        | 利根商       | 1回戦         |
| 1989年（第71回大会）  | 58校     | 東農大二（4年ぶり3回目）   | 6-4                        | 前橋商       | 2回戦         |
| 1990年（第72回大会）  | 60校     | 高崎商（2年ぶり10回目）    | 7-0                        | 前橋工       | 1回戦         |
| 1991年（第73回大会）  | 61校     | 樹徳（初出場）             | 3-2                        | 前橋工       | 2回戦（初戦） |
| 1992年（第74回大会）  | 61校     | 樹徳（2年連続2回目）       | 3-1                        | 太田市商     | 2回戦         |
| 1993年（第75回大会）  | 62校     | 桐生第一（初出場）         | 2-0                        | 利根商       | 3回戦         |
| 1994年（第76回大会）  | 64校     | 東農大二（5年ぶり4回目）   | 9-4                        | 前橋工       | 2回戦         |
| 1995年（第77回大会）  | 65校     | 桐生第一（2年ぶり2回目）   | 5-2                        | 高崎商       | 1回戦         |
| 1996年（第78回大会）  | 65校     | 前橋工（15年ぶり7回目）    | 6-1                        | 常磐         | ベスト4       |
| 1997年（第79回大会）  | 64校     | 前橋工（2年連続8回目）     | 8-2                        | 前橋         | ベスト4       |
| 1998年（第80回大会）  | 65校     | 桐生第一（3年ぶり3回目）   | 4-1                        | 太田市商     | 1回戦         |
| 1999年（第81回大会）  | 64校     | 桐生第一（2年連続4回目）   | 10-1                       | 沼田         | 優勝          |
| 2000年（第82回大会）  | 64校     | 桐生第一（3年連続5回目）   | 5-0                        | 前橋工       | 2回戦（初戦） |
| 2001年（第83回大会）  | 66校     | 前橋工（4年ぶり9回目）     | 8-2                        | 太田工       | 2回戦         |
| 2002年（第84回大会）  | 67校     | 桐生市商（初出場）         | 1x-0                       | 太田市商     | 2回戦（初戦） |
| 2003年（第85回大会）  | 65校     | 桐生第一（3年ぶり6回目）   | 6-3                        | 前橋商       | ベスト4       |
| 2004年（第86回大会）  | 65校     | 桐生第一（2年連続7回目）   | 3-2 （延長10回）           | 前橋工       | 1回戦         |
| 2005年（第87回大会）  | 67校     | 前橋商（19年ぶり3回目）    | 8-4                        | 太田市商     | 3回戦         |
| 2006年（第88回大会）  | 67校     | 桐生第一（2年ぶり8回目）   | 2x-1 （延長13回）          | 前橋工       | 3回戦         |
| 2007年（第89回大会）  | 67校     | 前橋商（2年ぶり4回目）     | 3-2                        | 桐生第一     | 3回戦         |
| 2008年（第90回大会）  | 67校     | 桐生第一（2年ぶり9回目）   | 2-1                        | 樹徳         | 1回戦         |
| 2009年（第91回大会）  | 67校     | 東農大二（15年ぶり5回目）  | 2-0                        | 樹徳         | 3回戦         |
| 2010年（第92回大会）  | 68校     | 前橋商（3年ぶり5回目）     | 3-1                        | 前橋工       | 2回戦         |
| 2011年（第93回大会）  | 68校     | 健大高崎（初出場）         | 10-6                       | 高崎商       | 2回戦         |
| 2012年（第94回大会）  | 68校     | 高崎商（22年ぶり11回目）   | 2-0                        | 桐生市商     | 1回戦         |
| 2013年（第95回大会）  | 66校     | 前橋育英（初出場）         | 3-0                        | 東農大二     | 優勝          |
| 2014年（第96回大会）  | 67校     | 健大高崎（3年ぶり2回目）   | 1-0                        | 伊勢崎清明   | ベスト8       |
| 2015年（第97回大会）  | 67校     | 健大高崎（2年連続3回目）   | 5-4                        | 桐生第一     | 3回戦         |
| 2016年（第98回大会）  | 65校     | 前橋育英（3年ぶり2回目）   | 8-4 （延長12回）           | 健大高崎     | 2回戦（初戦） |
| 2017年（第99回大会）  | 65校     | 前橋育英（2年連続3回目）   | 6-4                        | 健大高崎     | 3回戦         |
| 2018年（第100回大会） | 64校     | 前橋育英（3年連続4回目）   | 6x-5                       | 健大高崎     | 2回戦         |
| 2019年（第101回大会） | 62校     | 前橋育英（4年連続5回目）   | 3-0                        | 前橋商       | 1回戦         |
| 2020年（独自大会）    | 61校     | 桐生第一（出場なし）       | 6-5                        | 健大高崎     | （中止）      |
| 2021年（第103回大会） | 61校     | 前橋育英（5大会連続6回目） | 6-1 （延長12回）           | 健大高崎     | 2回戦（初戦） |
| 2022年（第104回大会） | 61校     | 樹徳（30年ぶり3回目）      | 6-4                        | 健大高崎     | 1回戦         |
| 2023年（第105回大会） | 60校     | 前橋商（13年ぶり6回目）    | 3x-2                       | 桐生第一     | 1回戦         |
| 2024年（第106回大会） | 59校     | 健大高崎（9年ぶり4回目）   | 5-1                        | 前橋商       | 2回戦         |
| 2025年（第107回大会） | 59校     | 健大高崎（2年連続5回目）   | 4x-3 （延長11回TB）        | 前橋育英     | 2回戦（初戦） |

- 1941年は県予選のみ実施
- 参加校数は日本高野連の発表に基づき連合チームを1校としてカウント

## テレビ・ラジオ中継
群馬テレビでは開会式から決勝戦までを敷島球場・高崎城南球場から中継（2011年から2013年までは3回戦から決勝戦まで）。2011年からハイビジョン制作。
エフエム群馬は1992年から中継を開始。3回戦（ベスト16）から決勝戦までを中継する。
NHK前橋放送局は群馬県内向けに総合テレビで決勝戦を中継（2020～2021年は中継なし）。NHK-FMでは2019年まで準決勝と決勝戦を中継していた。